# Joseph Houldsworth Oldham
Joseph Houldsworth Oldham (bekannt als J. H. oder Joe Oldham, * 10. Oktober 1874 in Girgaum (Bombay), Indien; † 16. Mai 1969 in St Leonards-on-Sea (East Sussex)) war ein schottischer anglikanischer Theologe und Missionar. Er wurde zu einer bedeutenden Persönlichkeit in der christlichen Ökumene.

## Leben und Wirken
Oldham wurde als erstes Kind schottischer Eltern in Girgaum (Indien) geboren und wuchs bis zu seinem siebten Lebensjahr in Bombay auf, bis seine Familie nach Schottland (zunächst nach Crieff und später nach Edinburgh) zurückkehrte. 1894 schloss er sein Theologiestudium in Oxford ab. 1897 ging er als Missionar des schottischen YMCA nach Lahore. Dort heiratete er 1898 Anna Gibson Fraser (1875–1965). Das Paar kehrte 1901 nach einer Typhuserkrankung beider nach Schottland zurück. Oldham absolvierte weitere theologische Aufbaustudien am New College in Edinburgh und in Deutschland.
1908 wurde er zum Organisationssekretär der 1910 in Edinburgh stattfindenden World Missionary Conference ernannt. Die Hoffnungen auf rasche Fortschritte in der ökumenischen Zusammenarbeit in den Missionsgremien wurden durch den Ausbruch des Ersten Weltkrieges zunichtegemacht. Aber die 1912 von Oldham gegründete International Review of Missions entwickelte sich schnell zu einem bedeutenden weltweit relevantem Forschungsorgan für Missionspraxis und Theologie. Oldham selbst blieb bis 1927 Herausgeber dieser Fachzeitschrift. Nach Ende des Ersten Weltkrieges schlug Oldham erfolgreich die Gründung des Internationalen Missionsrates vor. Er wirkte dann von 1921 bis 1929 als erster Generalsekretär dieser Missionsorganisation. In den 1920er Jahren reiste er viel und beschäftigte sich mit in den Kolonialverwaltungen in Afrika aufgeworfenen Fragen und den Bildungsbedürfnissen der Afrikaner. Sein umfangreiches Buch Christianity and the Race Problem (1924) gegen „wissenschaftlichen“ Rassismus entstand in diesem Kontext.
Oldham spürte in den folgenden Jahren den zunehmenden Einfluss der säkularen Kultur. Er gelangte zur Überzeugung, dass die Zukunft der christlichen Mission im Schnittfeld von Glauben und praktizierter Verantwortung im öffentlichen Leben läge. Entsprechend leitete er seit 1937 in Oxford die interdisziplinäre Arbeits- und Forschungsgruppe „Church, Community and State“. Er war in dieser Zeit auch eng an den Verhandlungen zur Bildung des Ökumenischen Rates der Kirchen beteiligt. Während und nach dem Zweiten Weltkrieg initiierte Oldham zusammen mit anderen Persönlichkeiten wie dem Erzbischof von Canterbury William Temple, dem Schriftsteller T. S. Eliot und dem Theologen John Ballie neue Ansätze christlich verantworteten Denkens und Handelns in modernen westlichen Gesellschaften. Aus dieser Bewegung heraus entstand das Christian Frontier Council, eine der führenden britischen Nachkriegsorganisationen für die Laienverantwortung in der Gesellschaft. Bei der ersten Versammlung des Ökumenischen Rates der Kirchen im Jahr 1948 wurde Oldham zum Ehrenpräsidenten dieses Gremiums ernannt.